# François Alexandre Hurel
François Alexandre Hurel est un baron et général français, né à Acon (Eure) le 5 juin 1774, et mort à Paris le 6 mai 1847.

## Biographie
François Alexandre Hurel et le fils de François Hurel et de Catherine Hervieu.
François Alexandre Hurel est réquisitionné le 15 ventôse an II et entre dans le 2e bataillon des Deux-Sèvres qui est devenu la 112e demi-brigade d'infanterie en l'an III, puis le 88e régiment de bataille en l'an IV et le 88e régiment d'infanterie de ligne en l'an XII.
Il participe à trois campagnes avec l'armée de Sambre-et-Meuse. Simple grenadier, il participe à la bataille de Fleurus, et fait partie de la division commandée par le général Haquin qui a forcé le passage de l'Amblève et de la Roer. Son bataillon est ensuite incorporé au 88e régiment de ligne qui est placée sous le commandement du général Bernadotte. Il participe à la campagne du Rhin de 1796. Il fait partie des 300 grenadiers qui sous les ordres de l'adjudant-général Mireur franchissent le Rhin sous le feu d'une batterie autrichienne et font 200 prisonniers. Il y est blessé pour la première fois. Il prend part aux combats de Neumarkt et de Wurtzbourg. L'armée française devant battre en retraite, Bernadotte commande l'arrière-garde. Au début de 1797, son régiment fait partie de l'armée de renfort commandée par Bernadotte qui rejoint l'armée d'Italie. Hurel est nommé caporal le 13 germinal an VI. 
Son régiment est incorporé à la division Desaix de l'armée d'Orient qui s'embarque en 1798 pour la campagne d'Égypte où il est fait sergent le 14 fructidor an VIII. Il participe à la bataille des Pyramides. Puis Mourad Bey ayant fait retraite en Haute-Égypte, son régiment est sous le commandement du général Zayonchek. Ce dernier décide de s'emparer de nuit du camp de Mourad Bey avec 300 hommes. Il nomme le sergent Hurel à la tête d'une avant-garde de 15 grenadiers qui réussirent à s'introduire dans la tente de Mourad Bey qui a dû s'enfuir et permet de s'emparer de tous ses biens. Il est encore à la bataille d'Héliopolis sous les ordres de Kléber, la bataille d'Aboukir quand le général Menou a pris le commandement de l'armée d'Orient. Il y reçoit sa deuxième blessure, il est nommé le lendemain sous-lieutenant avant de participer à la bataille d'Alexandrie, le 30 ventôse an IX (21 mars 1801).  Il revient en France avec ce qui reste d'armée d'Orient au commencement de l'an X.
Il est nommé lieutenant de grenadier le 12 vendémiaire an XII. Il reçoit la croix de chevalier de la Légion d'honneur de la main de Napoléon Ier au camp de Saint-Omer (ou de Boulogne), le 25 prairial an XII (14 juin 1804). Il fait alors partie de la 1re division du 5e corps de la Grande Armée pendant le campagne de Prusse et de Pologne (1806-1807). Il est nommé adjudant-major le 6 juin 1806, puis capitaine le 21 décembre avec les mêmes fonctions. Il est blessé au bras droit par un coup de feu à la bataille de Pultusk, le 26 décembre 1806. Il est nommé capitaine au 2e régiment de tirailleurs de la Jeune Garde en Espagne, le 29 mars 1809 où il sert jusqu'à la fin de 1810.
Le 17 février 1811, il entre dans le 1er régiment de chasseurs à pied de la Garde impériale qui fait partie de la Vieille Garde. Il est nommé adjudant-major le 7 septembre 1811. Il est ensuite chef de bataillon dans le 6e régiment de voltigeurs le 17 septembre qui fait la campagne de Russie en 1812, et le commencement de 1813 dans l'armée du Nord. Il entre le 1er mars 1813 dans le 4e régiment de voltigeurs de la Garde impériale. Il reçoit la croix d'officier de la Légion d'honneur le 16 mars. Le 1er avril 1813, il entre au 2e régiment de chasseurs à pied de la Garde impériale et participe à la bataille de Lützen (2 mai) et à la bataille de Bautzen (20 et 21 mai 1813). Il est nommé commandeur de l'ordre de la Réunion pendant l'armistice du 10 août 1813. Le 14 septembre 1813, il est nommé major et assure le commandement du 3e régiment de voltigeurs de la Garde impériale à la bataille de Dresde mais il a la jambe gauche cassée par un coup de feu dans la forêt de Hanau le 30 octobre 1813. Il apprend alors que Napoléon l'a fait baron de l'Empire.
Après la Campagne de France, il reste colonel du 2e régiment d'infanterie légère le 16 juillet 1814, après l'abdication de Napoléon, le 12 avril 1814. Il reçoit la croix de Saint-Louis le 29 octobre et Louis XVII lui confirme le titre de baron au mois de novembre. Après 300 jours passés sur l'île d'Elbe, Napoléon revient et débarque à Golfe-Juan le 1er mars 1815. Napoléon le rappelle dans sa garde et lui confie le 22 mai 1815 le commandement du 3e régiment de voltigeurs de la Garde impériale. Il participe aux combats de Fleurus et à la bataille de Mont-Saint-Jean, le 18 juin 1815.
Il est mis en non-activité le 14 septembre 1815 avec le licenciement de l'armée. Il reprend du service en 1818 comme colonel de la 2e légion de la Seine. En 1821, il commande le 5e régiment d'infanterie légère. Il est nommé maréchal-de-camp le 23 juillet 1823. Il est mis en disponibilité jusqu'à la fin de 1827. Il est nommé commandeur de la Légion d'honneur le 15 septembre 1827. Il reçoit une inspection d'infanterie en 1828. En 1830, il commande la 2e brigade de la 3e division de l'armée d'Afrique.
En 1831, il est nommé commandant supérieur de Givet. EN 1833, il passe en Belgique pour y organiser et y instruire les troupes. Le 31 décembre 1835 il est nommé lieutenant général de l'armée française. Il rentre en France en 1839. En 1840, il est mis dans la section de réserve de l'état-major.
Il a été inhumé le 9 mai 1847 au cimetière de Montmartre (24e division).

## Distinctions
- Chevalier de la Légion d'honneur au camp de Saint-Omer, le 25 prairial an XII,
- Officier de la Légion d'honneur, le 16 mars 1813,
- Commandeur de la Légion d'honneur, le 15 septembre 1827[3].
- Commandeur de l'ordre de la Réunion, le 10 août 1813.
- Chevalier de l'Ordre royal et militaire de Saint-Louis, le 29 octobre 1814.
- Grand officier de l'ordre de Léopold de Belgique[4].
- Chevalier de 4e classe de l'ordre royal et militaire de Saint-Ferdinand.